# Troussures
Troussures is een plaats en voormalige gemeente in het Franse departement Oise in de regio Hauts-de-France en telt 189 inwoners (2005). De plaats maakt deel uit van het arrondissement Beauvais.

## Geschiedenis
De gemeente maakte deel uit van het kanton Auneuil. Toen dit kanton op 22 maart 2015 werd opgeheven werd Troussures opgenomen in het kanton Beauvais-2. De gemeente werd op 1 januari 2017 opgeheven en opgenomen in de aangrenzende gemeente Auneuil.

## Geografie
De oppervlakte van Troussures bedraagt 5,3 km², de bevolkingsdichtheid is 35,7 inwoners per km².
De onderstaande kaart toont de ligging van Troussures met de belangrijkste infrastructuur en aangrenzende gemeenten.

## Demografie
Onderstaande figuur toont het verloop van het inwonertal.